# Wissenschaft des Judentums

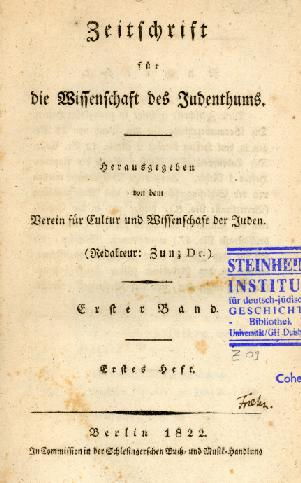
Erste Ausgabe der Vereinszeitschrift, 1822

Die Wissenschaft des Judentums war eine der einflussreichsten intellektuellen Strömungen des deutschsprachigen Judentums. Entstanden im Kontext der Emanzipation begründete sie das moderne wissenschaftliche Studium des Judentums und war wesentlicher Faktor der innerjüdischen Reformbewegungen im 19. Jahrhundert. Mit der Einführung der historischen Kritik übersetzte sie die traditionelle jüdische Gelehrsamkeit in die Denk- und Wahrnehmungskategorien moderner (Geistes)wissenschaften. Zu ihren Vertretern zählten Wilhelm Bacher, Leo Baeck, Abraham Berliner, Ismar Elbogen, Zacharias Frankel, Aron Freimann, Eduard Gans, Abraham Geiger, Heinrich Graetz, Heinrich Heine, David Hoffmann, Manuel Joël, Isaak Markus Jost, David Kaufmann, Moritz Steinschneider und Leopold Zunz. Zu den wenigen Wissenschaftlerinnen zählte die Historikerin Selma Stern.

## Geschichte
Den Anfang dazu machte 1818 der junge Leopold Zunz mit seinem Artikel Etwas über die rabbinische Literatur. Er forderte eine umfassende Programmschrift für die historische Untersuchung der gesamten jüdischen Kultur anhand der literarischen Zeugnisse. 1819 folgte dann in Berlin die Gründung des Vereins für Cultur und Wissenschaft der Juden. In dessen Zeitschrift für die Wissenschaft des Judenthums veröffentlichte Immanuel Wolf 1822 die Grundsatzerklärung Über den Begriff einer Wissenschaft des Judenthums. Seine Thesen sind:
- Das Judentum sei bedeutendes und einflussreiches Moment in der Entwicklung des menschlichen Geistes; wer das nicht erkenne, habe entweder Vorurteile oder begreife nicht, dass die Weltgeschichte ein großes Aggregat einzelner Begebenheiten ist.
- Das Judentum sei an und für sich der wissenschaftlichen Behandlung fähig und bedürftig. Bisher habe es allerdings noch nie eine umfassende wissenschaftliche Darstellung des Judentums gegeben, jüdische Gelehrte hätten sich auf Untersuchungen theologischen Inhaltes beschränkt und die Geschichte dabei fast völlig vernachlässigt. Die Wissenschaft des Judentums müsse „ihr Objekt an und für sich, um seiner selbst willen, nicht zu einem besonderen Zweck, aber aus einer bestimmten Absicht“ behandeln.

Die Notwendigkeit einer wissenschaftlichen Untersuchung rechtfertigte Wolf einerseits durch die Erklärung, dass jeder Gegenstand, der irgendwie in das Gebiet der wissenschaftlichen Forschung gehört, näher beleuchtet werden müsse, da dadurch auch Erkenntnisse für andere wissenschaftliche Objekte gewonnen werden könnten, andererseits sei das Judentum ja auch ein noch lebender, integrierter Bestandteil der Gegenwart. Heinrich Graetz, dessen Werk später einen Höhepunkt der Wissenschaft des Judentums bilden sollte, resumierte, die Artikel in der Vereinszeitschrift „enthalten zumeist unverdauliches Hegelianisches Kauderwelsch oder Gelehrtenkram“ und seien daher nur für einen äußerst kleinen Kreis nutzbar. „Und wenn der Kulturverein, der so hochstrebend begann und so kläglich endete, auch nur dieses eine bewirkt hätte, die Liebe zur Wissenschaft des Judentums zu erwecken, so ist sein Träumen und Treiben doch nicht vergeblich gewesen.“
Da eine größere Leserschaft für die Zeitschrift nicht gewonnen werden konnte, wurde sie nach drei Ausgaben eingestellt. Sie wurde aber zum Wegbereiter der Wissenschaft des Judentums und ihrer Wissenschaftspresse, deren bedeutendste und langjährigste Publikation die Monatsschrift für Geschichte und Wissenschaft des Judentums war.
Zu ihren ausschließlich außerhalb der deutschen Universitäten begründeten Institutionen zählte das Jüdisch-Theologische Seminar in Breslau, das 1854 unter der Leitung von Zacharias Frankel eröffnet wurde. Zahlreiche bedeutende Rabbiner und Wissenschaftler studierten hier. Heinrich Graetz und Isaac Bernays gehörten mit Frankel zu den ersten Dozenten. Die Monatsschrift für Geschichte und Wissenschaft des Judentums stand dem Seminar stets nahe und wurde bis auf ihren letzten Band (1939) von Dozenten des Seminars herausgegeben. Die Hochschule für die Wissenschaft des Judentums wurde 1872 in Berlin eröffnet, ein Gründungsaufruf von 1870 wies sie als unabhängige Lehranstalt zum Zwecke der Erhaltung, Fortbildung und Verbreitung der Wissenschaft des Judentums aus. 1873 wurde durch Esriel Hildesheimer das Orthodoxe Rabbinerseminar zu Berlin eröffnet, an dem auch Abraham Berliner und David Hoffmann lehrten. Ebenso bedeutsam war die Landesrabbinerschule zu Budapest, auch Rabbinerseminar (Budapest), das 1877 den Lehrbetrieb aufnahm und an dem Wilhelm Bacher und David Kaufmann unterrichteten. Zudem wurden einige kleinere jüdische Gelehrtenvereine gegründet, die nicht unmittelbar der Rabbinerausbildung dienten und auf lokaler Ebene tätig waren. Von überregionaler Bedeutung war das Institut zur Förderung der israelitischen Literatur (1855–1873), das unter anderem Heinrich Graetz Geschichte der Juden verlegte. Gegründet wurde das Institut von Ludwig Philippson, dem Herausgeber der Allgemeinen Zeitung des Judentums. Sein Sohn, der Historiker Martin Philippson war wesentlich an der Errichtung der Gesellschaft zur Förderung der Wissenschaft des Judentums (1903–1938) beteiligt, die angelehnt an das Institut, die Drucklegung wissenschaftlicher Werke unterstützte und ab 1903 Trägerin der Monatsschrift war. Sie verantwortete zudem den Grundriß einer Gesamtwissenschaft des Judentums, in deren Rahmen unter anderen Religion der Vernunft aus den Quellen des Judentums von Hermann Cohen erschien. Als weiteres Institut ist die 1919 gegründete Akademie für die Wissenschaft des Judentums zu nennen.